# Robert St Clair-Erskine, IV conte di Rosslyn
Robert Francis St Clair-Erskine, IV conte di Rosslyn (2 marzo 1833 – Dysart, 6 settembre 1890) è stato un politico scozzese.

## Biografia
Era il figlio di James St Clair-Erskine, III conte di Rosslyn, e di sua moglie, Frances Wemyss.
Era un poeta minore e pubblicò "Sonnets" nel 1883, "A Jubilee Lyric" nel 1887 (dedicato alla regina Vittoria) e "Sonnets and Poems" nel 1889.

## Carriera
Lord Rosslyn successe al padre alla contea nel 1866. Ha servito sotto Lord Salisbury come capitano del Honourable Corps of Gentlemen-at-Arms (1886-1890).
Lord Rosslyn si è unito a Lodge Oswald di Dunnikier insieme a James Townsend Oswald l'8 aprile 1867.
Oltre ad essere il sessantaquattresimo Gran Maestro della Gran Loggia di Scozia (1870-1873), Lord Rosslyn è stato anche Gran Maestro dell'Ordine del Tempio (1884-1890).

## Matrimonio
Sposò, l'8 novembre 1866, Blanche Adeliza FitzRoy (1839-8 dicembre 1933), figlia di Henry FitzRoy, pronipote di Augustus Henry FitzRoy, III duca di Grafton e vedova del colonnello Charles Henry Maynard. Ebbero cinque figli:
- Lady Millicent Fanny St Clair-Erskine (20 ottobre 1867-20 agosto 1955), sposò Cromartie Sutherland-Leveson-Gower, IV duca di Sutherland, ebbero quattro figli;
- James St Clair-Erskine, V conte di Rosslyn (16 marzo 1869-10 agosto 1939);
- Alexander Fitzroy St Clair-Erskine (22 aprile 1870-25 febbraio 1914), sposò Winifrede Baker, non ebbero figli;
- Lady Sybil Mary St Clair-Erskine (20 agosto 1871-21 luglio 1910), sposò la Anthony Fane, XIII conte di Westmorland, ebbero quattro figli;
- Lady Angela Selina Bianca St Clair-Erskine (11 giugno 1876–22 ottobre 1950), sposò James Stewart Forbes, ebbero due figlie.

## Morte
Morì il 6 settembre 1890 a Dysart. Fu sepolto al Rosslyn Chapel, che ha forti legami massonici.